# Primera División de Antigua y Barbuda 2019-20
La Primera División de Antigua y Barbuda 2019-20 fue la edición número 49 de la Primera División de Antigua y Barbuda. Debido a la pandemia del Covid-19 el torneo fue suspendido sin campeón, ni descenso.

## Formato
Los diez equipos jugarán mediante sistema de todos contra todos dos veces totalizando 18 partidos cada uno. Al término de la temporada el club con más puntos se proclama campeón y de cumplir los requisitos establecidos podrá participar en la CONCACAF Caribbean Club Shield 2021, por otro lado los dos últimos clasificados descenderán a la Primera Liga de Antigua y Barbuda; mientras que el octavo clasificado jugará un play-off de relegación.

## Equipos participantes
| Equipo               | Ciudad       | Ciudad                     | Capacidad |
| -------------------- | ------------ | -------------------------- | --------- |
| All Saints United FC | Saint John   | Antigua Recreation Ground  | 7.500     |
| Five Islands FC      | Saint John   | Five Islands School Ground | 200       |
| Grenades FC          | Saint John   | Antigua Recreation Ground  | 7.500     |
| Hoppers FC           | Saint John   | Antigua Recreation Ground  | 7.500     |
| Liberta SC           | Liberta      | Kennedy's Sports Complex   | 1.000     |
| Old Road FC          | Old Road     |                            |           |
| Ottos Rangers FC     | Saint John   |                            |           |
| Parham FC            | Parham       | Antigua Recreation Ground  | 7.500     |
| Pigotts Bullets FC   | Saint George |                            |           |
| Swetes FC            | Swetes       |                            |           |

### Ascensos y descensos
| Pos. | Ascendidos de Primera Liga 2018-19 |
| ---- | ---------------------------------- |
| 1    | All Saints United FC               |
| 2    | Pigotts Bullets FC                 |
| 3    | Ottos Rangers FC                   |

| Pos. | Descendidos de Primera División 2018-19 |
| ---- | --------------------------------------- |
| 8    | Tryum FC                                |
| 9    | SAP FC                                  |
| 10   | Villa Lions FC                          |

## Tabla de posiciones
Actualizado el 9 de marzo de 2020.
| Pos. | Equipo               | PJ | PG | PE | PP | GF | GC | DG  | Pts. | Clasificado a |
| ---- | -------------------- | -- | -- | -- | -- | -- | -- | --- | ---- | ------------- |
| 1    | Grenades FC          | 16 | 9  | 4  | 3  | 29 | 19 | +10 | 31   |               |
| 2    | Hoppers FC           | 16 | 9  | 2  | 5  | 41 | 30 | +11 | 29   |               |
| 3    | Ottos Rangers FC     | 16 | 6  | 6  | 4  | 24 | 25 | -1  | 24   |               |
| 4    | Pigotts Bullets FC   | 16 | 6  | 5  | 5  | 18 | 17 | +1  | 23   |               |
| 5    | Swetes FC            | 16 | 6  | 4  | 6  | 29 | 24 | +5  | 22   |               |
| 6    | Old Road FC          | 16 | 6  | 3  | 7  | 25 | 27 | -2  | 21   |               |
| 7    | All Saints United FC | 16 | 5  | 4  | 7  | 23 | 26 | -3  | 19   |               |
| 8    | Liberta SC           | 16 | 4  | 6  | 6  | 26 | 28 | -2  | 18   |               |
| 9    | Parham FC            | 16 | 3  | 7  | 6  | 24 | 33 | -9  | 16   |               |
| 10   | Five Islands FC      | 16 | 4  | 3  | 9  | 18 | 28 | -10 | 15   |               |